# Sada Yacco
Sada Yacco, eller Kawakami Sadayakko, född 18 juli 1871 i Tokyo, död 7 december 1946 i Atami, var en japansk geisha och skådespelare.
Hon sattes i träning som geisha vid tolv års ålder 1883. Hon blev som geisha känd som sångare och dansare. 
Hon blev under 1890-talet verksam inom kabukiteatern. Inom kabuki hade kvinnliga skådespelare nyligen återigen tillåtits efter ett tvåhundraårigt förbud, då Ichikawa Kumehachi hade tillåtits bryta den gamla förbudet, och Sada Yacco tillhörde då de första kvinnorna som fick uppträda inom kabuki sedan förbudet hävts. Vid sekelskiftet 1900 började taldramatisk teater efter västerländsk modell att utövas i Japan, och Sada Yacco räknas som den första japanska kvinnliga skådespelaren som uppträtt i västerländsk teater.